# Cantonul La Roche-Bernard
Cantonul La Roche-Bernard este un canton din arondismentul Vannes, departamentul Morbihan, regiunea Bretania, Franța.

## Comune
- Camoël
- Férel
- Marzan
- Nivillac
- Pénestin
- La Roche-Bernard (reședință)
- Saint-Dolay
- Théhillac